# Ulica Dolny Podmur w Gniewie
Ulica Dolny Podmur − uliczka położona na gniewskim Starym Mieście. Prowadzi od ul. Piłsudskiego do ul. Wąskiej. Wzdłuż zachodniej pierzei ulicy znajdują się relikty średniowiecznych murów obronnych. Ulica jest częściowo wyłączona z ruchu.

## Historia
W średniowieczu ulica Dolny Podmur odgrywała rolę typowej uliczki "podmurnej". Umożliwiała dostęp do murów miejskich i baszt.